# Chavalid
Chavalid (hebrejsky חַ‏'ואלִד nebo ח'וואלד, arabsky الخوالد, v oficiálním přepisu do angličtiny Khawaled, přepisováno též Khawalid) je vesnice v Izraeli, v Haifském distriktu, v Oblastní radě Zevulun.

## Geografie
Leží v nadmořské výšce 73 metrů při toku Nachal Cipori na jihozápadním okraji pahorků Dolní Galileji, nedaleko od Zebulunského údolí, cca 10 kilometrů od břehů Haifského zálivu.
Obec se nachází cca 83 kilometrů severovýchodně od centra Tel Avivu a cca 15 kilometrů jihovýchodně od centra Haify. Chavalid obývají izraelští Arabové respektive beduíni, přičemž osídlení v tomto regionu je etnicky smíšené. Západně odtud v Zebulunském údolí a v aglomeraci Haify převládají Židé (rovněž na jihu vyrostlo koncem 20. století židovské sídlo Nofit), v pahorcích na východ a severovýchod od vesnice je výrazné zastoupení dalších arabských sídel (například město Šfar'am 5 kilometrů odtud).
Chavalid je na dopravní síť napojen pomocí dálnice číslo 70.

## Dějiny
Chavalid je rozptýlené beduínské osídlení rozložené podél Nachal Cipori. Bylo oficiálně uznáno izraelskou vládou za samostatnou obec roku 1993, přičemž ale beduínský kmen Arab al-Chavalid v této oblasti sídlil již předtím.
Koncem 90. let 20. století obec schválila územní plán, na jehož základě pak od počátku 21. století probíhá výstavba inženýrských sítí včetně místních komunikací, napojení na elektřinu, kanalizaci a vodovod. V roce 2004 byla v obci otevřena mateřská škola. Ještě v březnu 2010 se ale uvádí, že izraelský telefonní operátor Bezek zatím nenapojil vesnici na telefonní linky.
Velká část místních obyvatel slouží dobrovolně v izraelské armádě.

## Demografie
Podle údajů z roku 2014 tvořili naprostou většinu obyvatel v Chavalid Arabové Jde o menší sídlo vesnického typu ale s dlouhodobě rostoucí populací. K 31. prosinci 2014 zde žilo 417 lidí. Během roku 2014 populace stoupla o 4,5 %.
| Rok            | 2003 | 2004 | 2005 | 2006 | 2007 | 2008 | 2009 | 2010 | 2011 | 2012 | 2013 | 2014 |
| -------------- | ---- | ---- | ---- | ---- | ---- | ---- | ---- | ---- | ---- | ---- | ---- | ---- |
| Počet obyvatel | 269  | 284  | 300  | 299  | 301  | 327  | 370  | 385  | 383  | 398  | 399  | 417  |